# Brussey
Brussey ist eine Gemeinde im französischen Département Haute-Saône in der Region Bourgogne-Franche-Comté.

## Geographie
Brussey liegt auf einer Höhe von 214 m über dem Meeresspiegel, 3 km ostnordöstlich von Marnay und etwa 18 km westnordwestlich der Stadt Besançon (Luftlinie). Das Dorf erstreckt sich im Süden des Départements, in der Mulde des Dorfbachs am nördlichen Rand der Talebene des Ognon, am Südfuß der Monts de Gy.
Die Fläche des 7,27 km² großen Gemeindegebiets umfasst einen Abschnitt des unteren Ognon-Tals. Die südliche Grenze verläuft meist entlang dem Ognon. Dieser fließt hier mit mehreren Windungen durch eine Alluvialebene, die eine Breite von ungefähr zwei Kilometern aufweist und durchschnittlich auf 205 m liegt. Vom Flusslauf erstreckt sich das Gemeindeareal nordwärts über die Talebene und die angrenzenden, sanft geneigten Hänge hinauf, welche die südlichen Ausläufer der Monts de Gy bilden. Diese Anhöhen sind aus tertiären Sedimenten aufgebaut. Während die talnahen Gebiete überwiegend landwirtschaftlich genutzt werden, ist der Höhenrücken des Bois de Fays mit Wald bestanden. Hier wird mit 336 m die höchste Erhebung von Brussey erreicht.
Nachbargemeinden von Brussey sind Avrigney-Virey im Norden, Beaumotte-lès-Pin im Osten, Chevigney-sur-l’Ognon und Ruffey-le-Château im Süden sowie Marnay im Westen.

## Geschichte
Die Überreste eines gallorömischen Siedlungsplatzes und verschiedene weitere Funde weisen auf eine sehr frühe Besiedlung des Gemeindegebietes hin. Erstmals urkundlich erwähnt wird Brussey bereits im Jahr 950. Im Mittelalter gehörte das Dorf zur Freigrafschaft Burgund und darin zum Gebiet des Bailliage d’Amont. Zusammen mit der Franche-Comté gelangte es mit dem Frieden von Nimwegen 1678 definitiv an Frankreich. Seit 2002 ist Brussey Mitglied des 15 Ortschaften umfassenden Gemeindeverbandes Communauté de communes de la Vallée de l’Ognon.

## Sehenswürdigkeiten
Die Dorfkirche Saint-Maurice wurde im 18. Jahrhundert neu erbaut. Sie besitzt eine reiche Ausstattung, darunter ein Kruzifix aus dem 15. Jahrhundert sowie Altäre und Kanzel aus der Erbauungszeit.
Aus dem 16. Jahrhundert stammt ein großer Herrschaftssitz.

## Bevölkerung
| Jahr                       | 1962 | 1968 | 1975 | 1982 | 1990 | 1999 |
| Einwohner                  | 124  | 149  | 153  | 191  | 189  | 203  |
| Quellen: Cassini und INSEE |      |      |      |      |      |      |

Mit 217 Einwohnern (2004) gehört Brussey zu den kleinen Gemeinden des Département Haute-Saône. Nachdem die Einwohnerzahl in der ersten Hälfte des 20. Jahrhunderts deutlich abgenommen hatte (1886 wurden noch 276 Personen gezählt), wurde seit Beginn der 1960er Jahre wieder ein Bevölkerungswachstum verzeichnet.

## Wirtschaft und Infrastruktur
Brussey war bis weit ins 20. Jahrhundert hinein ein vorwiegend durch die Landwirtschaft (Ackerbau, Obstbau und Viehzucht) und die Forstwirtschaft geprägtes Dorf. Heute gibt es einige Betriebe des lokalen Kleingewerbes. In den letzten Jahrzehnten hat sich das Dorf zu einer Wohngemeinde gewandelt. Viele Erwerbstätige sind deshalb Wegpendler, die in den größeren Ortschaften der Umgebung und in der Agglomeration Besançon ihrer Arbeit nachgehen. Brussey ist Standortgemeinde eines Maison de la Nature, das sich direkt am Ufer des Ognon befindet.
Der Ort liegt abseits der größeren Durchgangsachsen an einer Departementsstraße, die von Marnay nach Étuz führt. Der nächste Anschluss an die Autobahn A36 befindet sich in einer Entfernung von ungefähr 17 km. Weitere Straßenverbindungen bestehen mit Avrigney-Virey, Courcuire und Beaumotte-lès-Pin.